# Ekologie lesa

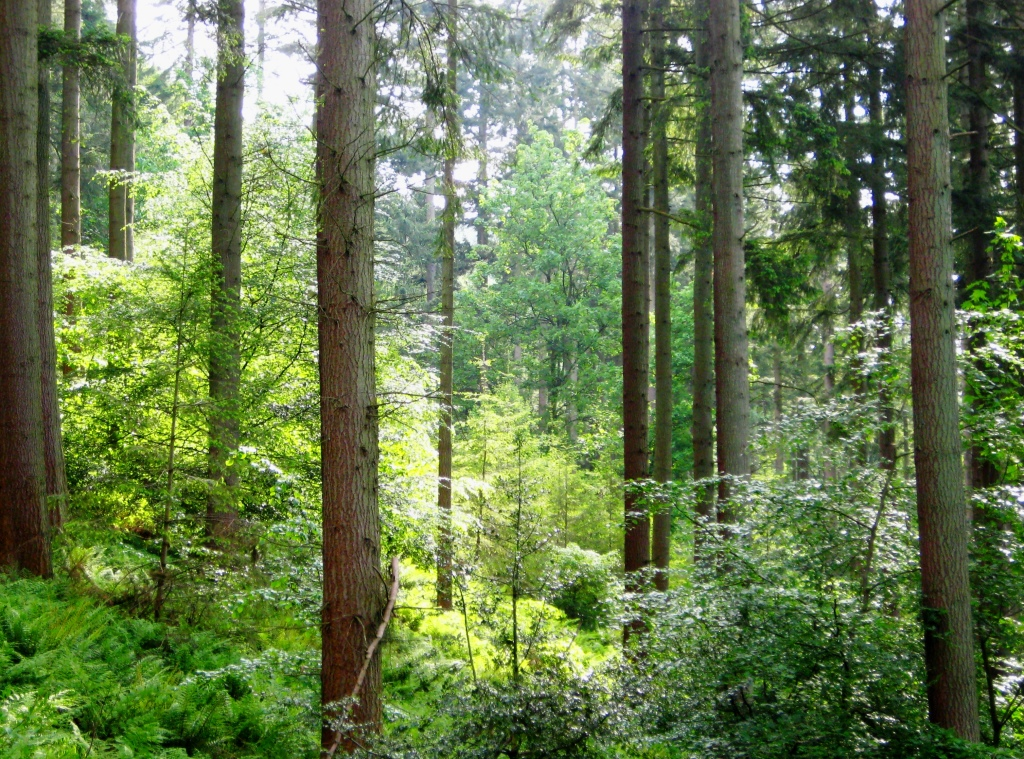
Les v Anglii

Ekologie lesa též nauka o lesním prostředí je rozsáhlý obor zabývající se studiem vztahů a společenství organismů v lese. Vedení ekologie lesů známe jako lesnictví a pěstování lesa. Lesní ekosystém je přirozená lesní jednotka skládající se z rostlin, živočichů a mikroorganismů. Lesní ekosystém je velice důležitý pro existenci jakéhokoliv života na Zemi.